# Cliff Edge
Cliff Edge (Eigenschreibweise: CLIFF EDGE) ist eine japanische J-Pop-Band, welche 2008 beim Label Venus-B von King Records ihren Vertrag unterschrieben haben.

## Mitglieder

### Jun
Jun (auch JUN geschrieben) ist männlich und wurde am 18. Mai 1978 in Yokohama geboren. Er ist Sänger der Gruppe und schreibt die Songtexte und komponiert die Lieder.

### Shin
Shin (SHIN geschrieben) ist männlich und wurde am 13. Mai 1978 in Yokohama geboren. Er singt und schreibt mit Jun die Songtexte.

### DJ Georgia
DJ Georgia (auch DJ GEORGIA geschrieben) ist männlich und wurde am 20. August 1984 in Mihara in der Präfektur Hiroshima geboren. Er ist der DJ der Band, außerdem auch der Komponist und er ist der jüngste der Band.

## Geschichte
Im Jahre 2000 gründeten Jun und Shin die Band. Im Jahr 2003 begann die Zusammenarbeit mit DJ Georgia, welcher die anderen zwei Mitglieder beeindruckte. Erst 2005 folgte das offizielle Debüt, sie nannten sich nun auch Cliff Edge. Die erste Single, welche am 20. Juli 2005 veröffentlicht wurde heißt Kisetsu Makase ni Hane Nobashi te – Aki ist (季節まかせに羽伸ばして 〜秋ist〜), welche independent und nicht bei einer Plattenfirma veröffentlicht wurde. Erst seit 2008 sind sie bei Venus-B / King Records in Japan unter Vertrag. Bekannt sind Cliff Edge für ihre Duets, welche sie mit vielen verschiedenen Künstlern in Japan singen. Darunter findet sich auch die erfolgreiche Single Here mit der Band Tenjōchiki, welche sich 16.000 mal verkaufte.

## Diskografie

### Alben
| Jahr | Titel                            | Höchstplatzierung, Gesamtwochen, AuszeichnungChartsChartplatzierungen (Jahr, Titel, Platzierungen, Wochen, Auszeichnungen, Anmerkungen) | Anmerkungen                                                              |
| Jahr | Titel                            | JP | Anmerkungen                                                              |
| ---- | -------------------------------- | --- | ------------------------------------------------------------------------ |
| 2006 | Birth                            | JP109 (22 Wo.)JP | Erstveröffentlichung: 13. Dezember 2006                                  |
| 2007 | Dear…                            | JP30 (10 Wo.)JP | Erstveröffentlichung: 14. November 2007 Verkäufe JP: + 11.452; mit May’s |
| 2008 | To You                           | JP14 (10 Wo.)JP | Erstveröffentlichung: 14. Mai 2008 Verkäufe JP: + 27.160                 |
| 2009 | Voyage                           | JP42 (4 Wo.)JP | Erstveröffentlichung: 10. Juni 2009                                      |
| 2010 | For You                          | JP50 (3 Wo.)JP | Erstveröffentlichung: 10. Februar 2010 Verkäufe JP: + 3.773              |
| 2010 | Re: Birth                        | JP40 (2 Wo.)JP | Erstveröffentlichung: 8. September 2010 Verkäufe JP: + 3.017             |
| 2011 | Best of Love                     | JP28 (6 Wo.)JP | Erstveröffentlichung: 13. April 2011                                     |
| 2011 | Love Symphony                    | JP37 (5 Wo.)JP | Erstveröffentlichung: 12. Oktober 2011                                   |
| 2012 | Cliff Edge                       | JP29 (6 Wo.)JP | Erstveröffentlichung: 10. Oktober 2012                                   |
| 2013 | The Best ～You’re the only one～ | JP20 (6 Wo.)JP | Erstveröffentlichung: 15. Mai 2013                                       |
| 2013 | Diamond Stars                    | JP155 (1 Wo.)JP | Erstveröffentlichung: 2. Oktober 2013                                    |
| 2013 | Platinum Hearts                  | JP95 (2 Wo.)JP | Erstveröffentlichung: 27. November 2013                                  |
| 2015 | Cliff Road                       | JP70 (2 Wo.)JP | Erstveröffentlichung: 14. Januar 2015                                    |
| 2015 | Oh! Enka                         | JP289 (1 Wo.)JP | Erstveröffentlichung: 5. August 2015                                     |
| 2016 | I Hear Your Voice                | JP168 (1 Wo.)JP | Erstveröffentlichung: 13. Januar 2016                                    |
| 2016 | (雨ニモマケズ 風ニモマケズ)      | JP207 (1 Wo.)JP | Erstveröffentlichung: 7. September 2016                                  |

### Singles
| Jahr | Titel Album                                                                                      | Höchstplatzierung, Gesamtwochen, AuszeichnungChartsChartplatzierungen (Jahr, Titel, Album, Platzierungen, Wochen, Auszeichnungen, Anmerkungen) | Anmerkungen                                                |
| Jahr | Titel Album                                                                                      | JP | Anmerkungen                                                |
| ---- | ------------------------------------------------------------------------------------------------ | --- | ---------------------------------------------------------- |
| 2005 | Kisetsu Makase ni Hane Nobashi te – Aki ist (季節まかせに羽伸ばして 〜秋ist〜) –                 | — | Erstveröffentlichung: 20. Juli 2005                        |
| 2005 | You’re the Only One –                                                                            | — | Erstveröffentlichung: 23. November 2005                    |
| 2007 | Birth – You’re the Only One Pt. 2 – feat. May’s (Birth ~You’re the only one Pt.2~ feat. May’s) – | JP112 (5 Wo.)JP | Erstveröffentlichung: 20. Juni 2007                        |
| 2008 | The Way – Mezasu Ashita e (The Way~目指す明日へ~) –                                              | JP60 (2 Wo.)JP | Erstveröffentlichung: 19. November 2008                    |
| 2009 | Namidaboshi feat. Shion (ナミダボシ feat.詩音) –                                                 | JP18 (5 Wo.)JP | Erstveröffentlichung: 4. Februar 2009 Verkäufe JP: + 7.695 |
| 2009 | Sa-yo-na-ra – Kimi o Wasurenai yo (Sa·Yo·Na·Ra ~君を忘れないよ~) –                               | JP84 (2 Wo.)JP | Erstveröffentlichung: 4. November 2009 Verkäufe JP: + 959  |

Weitere Lieder
- 2007: Dear… (Cliff Edge / May’s, JP: Gold (Digital))
- 2011: Endless Tears (feat. Maiko Nakamura, JP: Gold (Mobile Downloads))